# Stout Bushmaster 2000
Stout Bushmaster 2000 – amerykański samolot pasażerski i transportowy.

## Historia
W połowie lat 60. konstruktor William B. Stout postanowił zbudować samolot oparty na konstrukcji budowanego w latach 20. samolotu Ford Trimotor, według założeń miał to być taki sam samolot ale zmodernizowany. Początkowo samolot ten miał być produkowany w wytwórni lotniczej Aircraft Hydro-Forming, ale w 1970 roku założono specjalną wytwórnie dla produkcji tego samolotu Bushmaster Aircraft. Samolot otrzymał oznaczenie Bushmaster 2000. 
Zgodnie z założeniami samolot ten miał być przystosowany do lądowania na lotniskach polowych, a nawet na przygodnym terenie. Miał on przewozić pasażerów, ale także mógł być używany do transportu towarów, a nawet przy zastosowania zbiorników wody jako samolot do gaszenia pożarów. 
Mimo możliwości tak szerokiego zastosowania nie było zainteresowania na tego typu samolot i ostatecznie wyprodukowano zaledwie 2 samoloty tego typu.

## Użycie w lotnictwie
Samoloty Bushmaster 2000 był w zasadzie użytkowano tylko do lotów próbnych i pokazowych.

## Opis konstrukcji
Samolot Bushmaster 2000 to górnopłatem o konstrukcji całkowicie metalowym. Kadłub pokryty jest drobno-żeberkowaną blachą falistą, nitowaną do konstrukcji. Skrzydła trójdzielne, 3-dźwigarowe. Kadłub półskorupowy o przekroju prostokątnym. Wewnątrz kadłuba jest kabina pasażerska mogąca pomieścić do 15 do 23 pasażerów, kabina po usunięciu foteli może służyć do transportu ładunków, a po zamontowaniu wewnątrz zbiornika także do gaszenia pożarów lub oprysku lasów. 
Samolot był wyposażony w 3 silniki gwiazdowe, jeden umieszczony z przodu kadłuba, a dwa w gondolach na skrzydłach. Każdy z nich o mocy 450 KM. 
Podwozie klasyczne stałe, trójgoleniowe.